# クアンゴ (アンゴラ)
クアンゴ(Cuango)はアンゴラルンダ・ノルテ州の町。クアンゴ=ルザムバ(Cuango-Luzamba) 若しくはルザムバ(Luzamba)とも。ルザムバ空港が供用された。